# هاچیمپندا
هاچیمپندا (به لاتین: Hachimpenda) یک منطقهٔ مسکونی در اتحاد قمر است که در آنژوان واقع شده‌است.

## خصوصیات
هاچیمپندا  ۱٬۶۱۲ نفر جمعیت دارد.